# GBH
A GBH (korábbi nevén Charged GBH, stilizált alakjai: G.B.H., G.B.H, maga a betűszó az angol "grievous bodily harm" (súlyos testi sértés) rövidítése) egy angol punkegyüttes.

## Története
1978-ban alakultak Birminghamben. A GBH az UK82 műfaj egyik úttörőjének számít, a Broken Bonesszal, a Discharge-dzsal, a The Exploiteddel és a The Varukersszel együtt. A zenekar számtalan egyéb punk- és metalegyüttesre volt hatással, például a Bathoryra vagy a Metallicára.  Első nagylemezük 1982-ben jelent meg. A dalaikra jellemző a humor is. 1984 óta csak a GBH nevet használják.

## Magyarországi fellépések
Magyarországon is felléptek már, több alkalommal is. Először 2007-ben jártak nálunk, a Süss Fel Nap Klubban. Másodszor 2013-ban koncerteztek itthon, ezúttal az Extreme Noise Terrorral és a magyar Human Errorral. 2014-ben harmadszor is megjárták kis hazánkat, ezúttal a Kvlt Klubban koncerteztek, a Dog Attackkel, a Hisztériával és a spanyol Bastards on Parole-lal. 2018-ban negyedszer is felléptek itthon, Dunaújvárosban. 2023-ban a Toxic Weekend fesztiválon léptek fel, Orfűn.

## Tagok
- Colin Abrahall – ének (1978–)
- Colin Blyth – gitár (1978–)
- Ross Lomas – basszusgitár (1980–)
- Scott Preece – dob (1994–)

## Korábbi tagok
- Sean McCarthy – basszusgitár (1978–1980, 1980-ban elhunyt)
- Andrew Williams – dob (1978–1986)
- Kai Reder – dob (1986–1992)
- Joseph Montanaro – dob (1992–1994)

## Lemezek
- Leather, Bristles, Studs and Acne (1981)
- City Baby Attacked by Rats (1982)
- Leather, Bristles, No Survivors and Sickboys (1982)
- City Babys Revenge (1983)
- Midnight Madness and Beyond (1986)
- No Need to Panic (1987)
- A Fridge Too Far (1989)
- From Here to Reality (1990)
- Live in Japan (1991)
- Church of the Truly Warped (1992)
- The Punk Singles (1981-84)
- Live in Los Angeles (1988)
- Punk Junkies (1996)
- Ha Ha (2002)
- Cruel and Unusual (2004)
- Live at Ace, Brixton (2009)
- Perfume and Piss (2010)
- Give Me Fire (2010)
- Dove Showplace 1983 (2014)
- Momentum (2017)